# باريس سان جيرمان موسم 2012–13

## ملخص الموسم

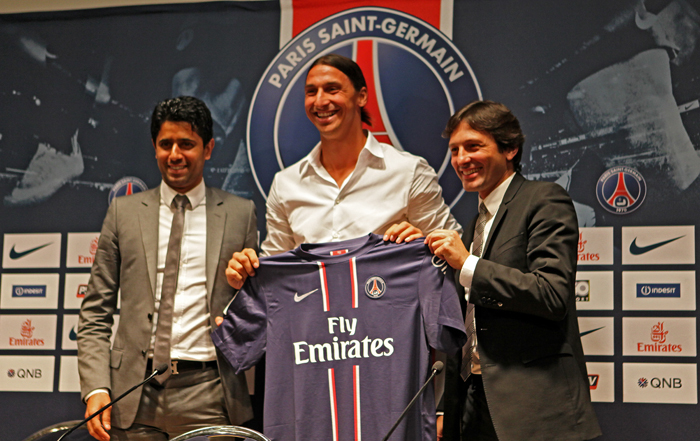
الرئيس ناصر الخليفي والمدير الرياضي ليوناردو وأحد أبرز صفقات الموسم زلاتان إبراهيموفيتش أثناء تقديم الأخير كلاعب للفريق

مع انطلاقة هذا الموسم بدأ الفريق في تجديد دماء الفريق والتعاقد مع عدّة لاعبين جدد مُتسلحين بتأهل الفريق لدوري الأبطال وكان البداية بالتعاقد مع الأرجنتيني إيزاكيل لافيتزي من نابولي الإيطالي، ثم التعاقد مع الإيطالي ماركو فيراتي من بيسكارا، وتياغو سيلفا وزلاتان إبراهيموفيتش من ميلان وغريغوري فان دير فيل من أياكس أمستردام لتدعيم صفوف الفريق الذي يلعب على أربع جبهات مهمّة، على رأسها مسابقة دوري الأبطال والدوري الفرنسي.

لم يبدأ رجال أنشيلوتي الدوري بشكل جيد حيث تعادلوا في أول ثلاث مباريات أمام لوريان، أجاكسيو وبوردو على التوالي، قبل أن ينتفض مع بداية شهر سبتمبر بتحقيقه الفوز على ليل، تولوز، باستيا وسوشو قبل أن تتوقف السلسلة بالتعادل في الكلاسيكو أمام مرسيليا، وبعد تحقيقه للفوز أمام نانسي ونادي ستاد ريمس تعرض الفريق لأول خسارة له في الموسم أمام نادي سانت إتيان بهدفين لواحد في البارك دي برينس وتوالت الخيبات بتعادله أمام مونبلييه وخسارته من جديد في البارك دي برينس وهذه المرة أمام رين، ثم تلقى الخسارة الثالثة على يد نيس، ثم انتفض الفريق بعد هذه الخسارة مع نهاية عام 2012 وبداية 2013 بلعبه لسبع مباريات متتالية من دون تلقي أي هدف وفوزه بسبع مباريات قبل الخسارة أمام نادي سوشو التي سبقت فوز الباريسيين بالكلاسيكو بثنائية نظيفة، وبدا جلياً تحسّن دفاع الفريق الفرنسي نتيجة لتكتيك المدرسة الإيطالية بقيادة كارلو أنشيلوتي بتحقيق الفريق لخمسة انتصارات متتالية من دون تلقي أي هدف على حساب كل من مونبلييه، رين، تروا، نيس وإيفيان، وبعد التعادل مع نادي فالينسيان تمكّن الفريق من مواصلة التألّق بتحقيه لثلاث انتصارات في نهاية الدوري أمام كل من ليون، بريست وأخيراً لوريان.

في نهاية هذا الموسم تُوج الفريق ببطولة الدوري للمرة الأولى منذ 18 عاماً والثالثة في تاريخه بعد حصده لـ83 نقطة، بفارق 12 نقطة كاملة عن مطارده المباشر وغريمه نادي مرسيليا، وكان الفريق هو الأقوى هجوميا والأصلب دفاعياً (سجل 69 هدفاً، واستقبل 23)، وكان نجمه زلاتان إبراهيموفيتش هو هدّاف الدوري بتسجيله لثلاثين هدفاً متفوقاً على أقرب مطارديه بفارق يزيد على عشرة أهدف.

في كأس الرابطة الفرنسية واجه الباريسيون نادي مرسيليا في الدور ثمن النهائي وتغلب عليه بثنائية القائد تياغو سيلفا وجيريمي مينيز، لكنه خرج من الدور ربع النهائي أمام سانت ايتيان (الذي فاز بالبطولة لاحقاً) بركلات الترجيح 3-5 بعد التعادل السلبي في الوقتين الأصلي والإضافي.

في كأس فرنسا واجه الفريق تولوز في دور الـ32 من المسابقة وتغلب عليه بثلاثة أهداف لواحد بأقدام كيفن غاميرو، خافيير باستوري وإزيكييل لافيتزي، وفي ثمن النهائي تواجه مع مرسيليا من جديد (كانا قد تواجها في نفس الدور من مسابقة كأس الرابطة) وقام الفريق الباريسي بإخراج غريمه بنفس الطريقة بهدفين لصفر عن طريقه نجمه زلاتان إبراهيموفيتش وخرج من ربع النهائي على يد إيفيان بركلات الترجيح 4-1 بعد التعادل 1-1 في المباراة.

بعد عودته لمنافسات دوري أبطال أوروبا لأول مرة منذ موسم 04/2005 أوقعته القرعة في المجموعة الأولى إلى جانب كل من بورتو البرتغالي، دينامو زغرب الكرواتي ودينامو كييف الأوكراني، وفي مباراته الأولى واجه دينامو زغرب في ملعب حديقة الأمراء في باريس وانتهت المباراة بفوز كبير للأمراء بأربعة أهداف لواحد وخسر في الجولة الثانية أمام نادي بورتو بهدف الكولومبي خاميس رودريغيز في الجولة الثانية،  

وبعد ذلك انتفض الفريق أوروبياً وفاز بجميع مبارياته الأربعة المُتبقي في دور المجموعات، وبدأها بفوز على دينامو زغرب بهدفين لصفر في زغرب قبل أن يعاود الفوز على نفس الفريق في الجولة الرابعة وهذه المرة في باريس وبأربعة أهداف نظيفة، ثمّ عاود الفوز على دينامو كييف وهذه المرة بثنائية لافيتزي، قبل أن يثأر من نادي بورتو الذي فاز عليه في الجولة الثانية (وكان هو الفريق الوحيد الذي استطاع الفوز على الفريق الباريسي في هذا الموسم في دوري الأبطال) ثأر منه بتغلبه عليه بهدفين لواحد، وانتزاع صدارة صدارة المجموعة بالتالي بخمسة عشر نقطة، وكان هذا هو أكبر عدد من النقاط حصده فريق في هذا الموسم من دوري الأبطال، وحصل على ثالث أفضل هجوم في البطولة بأربعة عشر هدف بعد كلّ من بايرن ميونخ وريال مدريد الذين سجلا 15 هدفا، وكان الفريق الباريسي هو الأقوى دفاعياً بتلقيه لثلاثة أهداف فقط وبأفضل فارق (+11)

في دور ثمن النهائي أوقعت القرعة باريس ضد نادي فالنسيا الإسباني وأقيمت مباراة الذهاب في ملعب المستايا ببلنسية بحكم تصدّر النادي الباريسي لمجموعته وفاز الفريق بهدفين لواحد من توقيع المتألقين إزيكييل لافيتزي وخافيير باستوري، وفي مباراة الإياب ورغم هدف فالينسيا في نهاية مباراة الذهاب وتقدّمه في مباراة الإياب بهدف جوناس تمكّن لافيتزي من إحراز التعادل للفريق الباريسي وقيادته للدور ربع النهائي من المسابقة.

في دوري ربع النهائي أوقعته القرعة مع نادي برشلونة الإسباني وأقيم لقاء الذهاب في ملعب البارك دي برينس وتعادل الفريقان بهدفين لمثلهما في مباراة مُثيرة، وفي مباراة الإياب في ملعب الكامب نو تقدّم الباريسيون بهدف خافيير باستوري مع انطلاقة الشوط الثاني، إلا أن البارسا تمكّن من إدراك التعادل عن طريق بيدرو رودريغز ليقود فريقه لنصف النهائي بسبب تسجيله لهدفين خارج أرضه ويخرج الـPSG من الباب الواسع. وكان الأرجنتيني لافيتزي هو هداف الفريق في المسابقة بتسجيله لخمسة أهداف.

## تشكيلة الفريق
تشكيلة الفريق واللاعبون المعارون والانتقالات

### تشكيلة الفريق الأول
ملاحظة: تشير الأعلام إلى المنتخب الوطني على النحو المحدد في قواعد الأهلية للفيفا. قد يحمل اللاعبون أكثر من جنسية واحدة غير تابعة للفيفا.
| الرقم | البلد      | المركز | اللاعب               |
| ----- | ---------- | ------ | -------------------- |
| 1     | فرنسا      | حارس   | نيكولاس دوشيز        |
| 2     | البرازيل   | مدافع  | تياغو سيلفا (القائد) |
| 3     | فرنسا      | مدافع  | مامادو ساكو          |
| 5     | ساحل العاج | مدافع  | سياكا تييني          |
| 6     | فرنسا      | مدافع  | زومانا كامارا        |
| 7     | فرنسا      | وسط    | جيريمي مينيز         |
| 10    | السويد     | مهاجم  | زلاتان إبراهيموفيتش  |
| 11    | الأرجنتين  | مهاجم  | إزيكييل لافيتزي      |
| 13    | البرازيل   | مدافع  | أليكس                |
| 14    | فرنسا      | وسط    | بليز ماتويدي         |
| 16    | فرنسا      | حارس   | ألفونس أريولا        |
| 17    | البرازيل   | مدافع  | ماكسويل              |

| الرقم | البلد     | المركز | اللاعب              |
| ----- | --------- | ------ | ------------------- |
| 19    | فرنسا     | مهاجم  | كيفن غاميرو         |
| 20    | فرنسا     | وسط    | كليمينت شانتوم      |
| 22    | فرنسا     | مدافع  | سيلفان أرمان        |
| 23    | هولندا    | مدافع  | غريغوري فان دير فيل |
| 24    | إيطاليا   | وسط    | ماركو فيراتي        |
| 26    | فرنسا     | مدافع  | كريستوف جاليه       |
| 27    | الأرجنتين | وسط    | خافيير باستوري      |
| 28    | إيطاليا   | وسط    | تياغو موتا          |
| 29    | البرازيل  | وسط    | لوكاس مورا          |
| 30    | إيطاليا   | حارس   | سالفاتوري سيريغو    |
| 32    | إنجلترا   | وسط    | ديفيد بيكهام        |
| 40    | فرنسا     | حارس   | رونان لوكروم        |

### المعارون
ملاحظة: تشير الأعلام إلى المنتخب الوطني على النحو المحدد في قواعد الأهلية للفيفا. قد يحمل اللاعبون أكثر من جنسية واحدة غير تابعة للفيفا.
| الرقم | البلد      | المركز | اللاعب                            |
| ----- | ---------- | ------ | --------------------------------- |
| —     | مالي       | وسط    | محمد سيسوكو (إلى فيورنتينا)       |
| —     | فرنسا      | وسط    | ماثيو بودمر (إلى نادي سانت إتيان) |
| —     | الأوروغواي | مدافع  | دييغو لوغانو (إلى نادي مالقا)     |
| —     | هايتي      | مهاجم  | جان يودس موريس (إلى نادي لومان)   |

| الرقم | البلد                       | المركز | اللاعب                                 |
| ----- | --------------------------- | ------ | -------------------------------------- |
| —     | فرنسا                       | مهاجم  | جيان كريستوف باهيباك (إلى نادي تروا)   |
| —     | فرنسا                       | وسط    | أدريان رابيو (إلى نادي تولوز)          |
| —     | جمهورية الكونغو الديمقراطية | وسط    | نيسكينز كيبانو (إلى كان)               |
| —     | فرنسا                       | مدافع  | لويك لاندري (إلى نادي جازيليك أجاكسيو) |

### الانتقالات
ملاحظة: تشير الأعلام إلى المنتخب الوطني على النحو المحدد في قواعد الأهلية للفيفا. قد يحمل اللاعبون أكثر من جنسية واحدة غير تابعة للفيفا.
| الرقم | البلد     | المركز | اللاعب                                |
| ----- | --------- | ------ | ------------------------------------- |
| —     | إيطاليا   | وسط    | تياغو موتا (مِن إنتر ميلان)            |
| —     | الأرجنتين | مهاجم  | إزيكييل لافيتزي (مِن نادي نابولي)      |
| —     | البرازيل  | مدافع  | تياغو سيلفا (مِن إيه سي ميلان)         |
| —     | إيطاليا   | وسط    | ماركو فيراتي (مِن نادي بيسكارا)        |
| —     | السويد    | مهاجم  | زلاتان إبراهيموفيتش (مِن إيه سي ميلان) |

| الرقم | البلد    | المركز | اللاعب                                  |
| ----- | -------- | ------ | --------------------------------------- |
| —     | هولندا   | مدافع  | غريغوري فان دير فيل (مِن أياكس أمستردام) |
| —     | البرازيل | وسط    | لوكاس مورا (مِن ساو باولو)               |
| —     | إنجلترا  | وسط    | ديفيد بيكهام (مِن لوس أنجلوس غلاكسي)     |

### المنتقلون
ملاحظة: تشير الأعلام إلى المنتخب الوطني على النحو المحدد في قواعد الأهلية للفيفا. قد يحمل اللاعبون أكثر من جنسية واحدة غير تابعة للفيفا.
| الرقم | البلد                       | المركز | اللاعب                                      |
| ----- | --------------------------- | ------ | ------------------------------------------- |
| —     | البرازيل                    | مدافع  | ماركوس فينانسيو دي ألبوكيركي (نادي كروزيرو) |
| —     | فرنسا                       | مهاجم  | لوريس ارنود (Chernomorets Burgas)           |
| —     | جمهورية الكونغو الديمقراطية | وسط    | غراندي نغويي (to نادي تروا)                 |
| —     | صربيا                       | مدافع  | ميلان بيشيفاتش (to Lyon)                    |

| الرقم | البلد    | المركز | اللاعب                                |
| ----- | -------- | ------ | ------------------------------------- |
| —     | فرنسا    | مهاجم  | بيغوي لوييندولا (لاعب حر)             |
| —     | فرنسا    | مهاجم  | غيوم هوارو (to داليان ييفانغ)         |
| —     | البرازيل | وسط    | نيني (لاعب كرة قدم) (to نادي الغرافة) |
| —     | البرازيل | مهاجم  | إيفرتون سانتوس (to نادي سونغنام)      |

### المشاركات والأهداف
| اللاعب                                     | المركز       | المشاركات    | الأهداف      | مرجع         |
| الفريق الأول                               | الفريق الأول | الفريق الأول | الفريق الأول | الفريق الأول |
| ------------------------------------------ | ------------ | ------------ | ------------ | ------------ |
| بليز ماتويدي                               | MF           | 52           | 8            | [ 27 ]       |
| خافيير باستوري                             | MF           | 48           | 9            | [ 28 ]       |
| ماكسويل (لاعب كرة قدم)                     | DF           | 48           | 2            | [ 29 ]       |
| زلاتان إبراهيموفيتش                        | FW           | 46           | 35           | [ 30 ]       |
| سالفاتوري سيريغو                           | GK           | 43           | 0            | [ 31 ]       |
| إزيكييل لافيتزي                            | FW           | 42           | 11           | [ 32 ]       |
| جيريمي مينيز                               | MF           | 42           | 8            | [ 33 ]       |
| كريستوف جاليه                              | DF           | 41           | 0            | [ 34 ]       |
| ماركو فيراتي                               | MF           | 39           | 0            | [ 35 ]       |
| كليمينت شانتوم                             | MF           | 38           | 1            | [ 36 ]       |
| أليكس                                      | DF           | 34           | 4            | [ 37 ]       |
| تياغو سيلفا                                | DF           | 34           | 3            | [ 38 ]       |
| مامادو ساكو                                | DF           | 34           | 2            | [ 39 ]       |
| كيفن غاميرو                                | FW           | 32           | 9            | [ 40 ]       |
| غريغوري فان دير فيل                        | DF           | 29           | 1            | [ 41 ]       |
| سيلفان أرمان                               | DF           | 23           | 0            | [ 42 ]       |
| تياغو موتا                                 | MF           | 15           | 1            | [ 43 ]       |
| لوكاس مورا                                 | MF           | 15           | 0            | [ 44 ]       |
| ديفيد بيكهام                               | MF           | 14           | 0            | [ 45 ]       |
| زومانا كامارا                              | DF           | 11           | 1            | [ 46 ]       |
| نيكولاس دوشيز                              | GK           | 10           | 0            | [ 47 ]       |
| سياكا تييني                                | DF           | 4            | 0            | [ 48 ]       |
| ألفونس أريولا                              | GK           | 2            | 0            | [ 49 ]       |
| رونان لوكروم                               | GK           | 1            | 0            | [ 50 ]       |
| أكادمية باريس سان جيرمان                   |              |              |              |              |
| انتوين كونت                                | DF           | 1            | 0            | [ 51 ]       |
| كينغسلي كومان                              | MF           | 1            | 0            | [ 52 ]       |
| هيرفان أونغيندا                            | FW           | 1            | 0            | [ 53 ]       |
| Transferred / loaned out during the season |              |              |              |              |
| نيني (لاعب كرة قدم)                        | MF           | 14           | 1            | [ 54 ]       |
| غيوم هوارو                                 | FW           | 9            | 2            | [ 55 ]       |
| أدريان رابيو                               | MF           | 9            | 0            | [ 56 ]       |
| محمد سيسوكو                                | MF           | 8            | 0            | [ 57 ]       |
| ماثيو بودمر                                | MF           | 7            | 0            | [ 58 ]       |
| بيغوي لوييندولا                            | FW           | 1            | 0            | [ 59 ]       |
| Own goals                                  | Own goals    | Own goals    | 3            |              |
| Total goals                                | Total goals  | Total goals  | 101          |              |